# Linaria saturejoides
Linaria saturejoides es una herbácea de la familia de las escrofulariáceas.

## Descripción
Es planta ramosa, delicada, de menos de un palmo, con las hojas lineares, generalmente verticiladas abajo y con el borde algo revoluto. Las flores llevan corolas rosadas, más o menos blanquecinas, con venas violetas y paladar amarillo anaranjado. Toda la planta posee un finísimo vello, que es glandular sobre todo en la parte superior, y de color blanco-rojizo.

## Distribución y hábitat
Notable endemismo andaluz, dudosamente citado en Portugal. Crece en arenas y pedregales calcáreos de montañas cercanas al mar. Es especialmente abundante en algunas serranías malagueñas, habiéndose visto incluso en las arenas del cauce exhausto del río Guadalmedina.